# Kurunegala (district)

Localisation du district de Kurunegala.

Le district de Kurunegala est un des vingt-cinq districts du Sri Lanka. Avec Puttalam, c'est l'un des districts de la province du Nord-Ouest. Il mesure 4 771 km2.